# 遠州鉄道ED21形電気機関車
遠州鉄道ED21形電気機関車（えんしゅうてつどうED21がたでんききかんしゃ）は、遠州鉄道が1951年（昭和26年）より導入した電気機関車である。
ED21形に属する電気機関車は計3両が存在し、最初に導入されたED211が自社発注の新造機であった以外は、いずれも他社からの譲渡車両であった。
ED21形は鉄道線（西鹿島線）における貨物列車牽引用途に供され、線内貨物輸送の廃止後は1両が事業用電気機関車として残存し、1984年（昭和59年）まで在籍した。
以下、本項ではED21形に属する電気機関車のうち、自社発注機のED211および西武鉄道からの譲受機であるED212の2両について記述する。

## 導入経緯
遠州鉄道では、1924年（大正13年）の国鉄貨車直通開始後、木造4輪単車のモワ200形201・202の電動貨車2両が長らく貨物列車牽引に用いられてきた。
しかし、モワ200形の老朽化の進行や、戦後、上島駅周辺に日本石油浜松油槽所や自衛隊基地が設置されて貨物輸送量が増大したことなどから、本格的な電気機関車の導入が必要となり、1951年（昭和26年）に日本鉄道自動車工業（現・東洋工機）に25 t級の電気機関車を1両発注した。この電気機関車は同年9月に竣功し、ED21形ED211の形式・記号番号が付与された。ED211以降に導入された遠州鉄道の電気機関車は、いずれも他社からの譲渡車両であったため、公式記録上のED211は遠州鉄道における唯一の新造電気機関車とされている。
その後、1956年（昭和31年）に電気機関車の増備を計画した際、鉄道車両斡旋業者より南海電気鉄道が保有するED5101形5102号機を紹介されたが、この商談は不成立に終わり、代わりに同年12月に西武鉄道より40 t級電気機関車のE31形（初代）E32を譲り受け、ED21形ED212として導入した。同車は1948年（昭和23年）に東芝が新製した、いわゆる「戦時標準型電気機関車」に区分される規格型電気機関車であるが、譲受に際しては新造扱いとして認可申請が行われている。
このように、ED21形に属する各車両は、1968年（昭和43年）に増備されたED213（元名鉄デキ110形、東洋紡績私有機）を含めてそれぞれ出自が全く異なり、自重や性能もそれぞれ異なる。ただし、全車とも乗務員室を車体中央に、背の低い機器室を乗務員室前後にそれぞれ配置した軸配置Bo - Boの凸型機である点が共通し、書類上同一形式として取り扱われた。

## 車体

### ED211の車体
第二次世界大戦前から日本各地の私鉄へ小型凸型電気機関車を納入してきた日本鉄道自動車→日本鉄道自動車工業が製造した末期の製品であり、全溶接構造となるなど戦前のそれとは若干異なった設計となっている。ただし、乗務員扉を車体側面に設け、台枠側面を露出させるなどその基本的な構成は戦前期のそれと同様である。
本車は全長8,390 mm、全幅2,400 mm、全高4,011 mm、と全幅が製造当時の西鹿島線電車と比較しても明らかに狭く、1950年にメーカーである日本鉄道自動車工業が北九州市交通局へ納入したED-101や、東洋紡績へ納入したデキ110形（後の遠州鉄道ED213）と全長・全幅が一致しており、台枠寸法が一種の規格設計であったことが見て取れる。自重は25.5 tである。

### ED212の車体
全長11,050 mm、全幅2,740 mm、全高4,020 mmと遠州鉄道の電気機関車では最大の車体を備える。ただし、遠州鉄道への導入に際しては、地方鉄道建設規程に従う車両限界の制約から、全幅を200 mm縮小する改造を施工している。
戦後製造であるが、視界確保のため、機器室を乗務員室妻面前後1,690 mmの地点まで水平に伸ばし、そこから斜めにそぎ落とした、東芝による戦時標準型電気機関車の規格に則った構造を採用する。自重は40 tである。
運用開始当初、乗務員室妻面は左右2枚の妻窓があるのみであったが、後に中央窓を増設して3枚窓構成としている。

## 主要機器

### ED211の主要機器

#### 主電動機
芝浦SE-139D（端子電圧750 V時1時間定格出力93.5 kW、定格回転数998 rpm）を各台車に2基ずつ吊り掛け式で搭載する。
芝浦SE-139系は、東洋電機製造TDK-528系とともに名古屋鉄道などへ納入された高速電車向けの高回転型主電動機で、ED211への搭載に際しては原設計（定格出力112.5 kW）より1ランク出力を落とした定格出力を公称する。しかし、歯数比が2.31 (67:29) と高速寄りに設定されたため、架線電圧750 V条件下の全界磁時定格速度が70 km/h（定格引張力1,900 kgf）と、国鉄の優等旅客列車牽引用電気機関車であるEF58形に近似した高速性能重視の特性を持ち、ED211の用途である貨車列車牽引用電気機関車の一般的特性（低速・大引張力特性）からは大きく乖離した仕様となっていた。

#### 制御器
竣功時には直接制御器を搭載していたが、1955年（昭和30年）8月に自社工場で東洋電機製造ES-539電動カム軸制御器へ交換した。これに伴い、機器室を拡幅して電動発電機を搭載、制御器電源を確保している。

#### 台車
軸距2,000 mm、動輪径860 mmの日本鉄道自動車工業製板台枠式ウィングばね台車を装着する。これは元来雨宮製作所が電車用に設計した台車をルーツとし、戦前の草軽電気鉄道モハ100形などをはじめ、日本鉄道自動車→日本鉄道自動車工業が新規に製造した台車の大半に採用された設計と同系のものである。

#### 集電装置
新造時には屋根上にトロリーポールを搭載していたが、これは1957年（昭和32年）12月20日の架線吊架方式の変更の際に、通常の菱枠パンタグラフへ交換されている。

### ED212の主要機器
本来の搭載機器ではなく、譲渡時に西武鉄道で余剰となっていた、電車用の旧式機器を搭載した状態で譲渡されている。

#### 主電動機
鉄道省が制式電動機として量産し、戦後西武鉄道へ大量に払い下げられていたMT15を各台車に2基ずつ吊り掛け式で装架する。MT15のカタログスペックは端子電圧675 V時1時間定格出力100 kW・同定格回転数653 rpmであるが、遠州鉄道では端子電圧750 V時1時間定格出力115 kW・同定格回転数727 rpmの主電動機として取り扱っている。歯数比は3.24 (68:21) である。

#### 制御器
電空単位スイッチ式制御器を搭載する。空気圧供給源としてはブレーキ用と共通のAK3空気圧縮機を使用する。

#### 台車
球山形鋼による釣り合い梁式台車であるTR14を装着する。これも、鉄道省制式の中古品である。車輪径は電車用そのままの910 mmである。

## 運用
導入以来、ED211・ED212とも西鹿島線の貨物輸送に長らく使用された。
後年の貨物輸送量減少により、ED211は1975年（昭和50年）頃より西ヶ崎駅の側線にて休車状態で留置された。西鹿島線の貨物営業は1976年（昭和51年）3月31日付で廃止となり、ED211は同日付で除籍・解体処分された。
一方、ED212は遠州鉄道が保有する電気機関車の中で最も出力が大きく、牽引力も4,360 kgfと高速型のED211に比較して2倍以上の性能を備えていたことから貨物輸送の廃止まで主力機として重用され、貨物輸送廃止後も保線用車両牽引など事業用電気機関車として残存した。
しかし、同種の用途で残存したED28形ED282が遠州鉄道への導入に先立って電装品の更新工事を受けていたのとは異なり、ED212は旧弊な中古機器を搭載していたために後年主要機器の老朽化が深刻となり、1984年（昭和59年）2月15日付で除籍、その後解体処分された。
なお、ED213は1975年（昭和50年）3月に福井鉄道へ貸与され、同年8月に正式譲渡された。従って、遠州鉄道におけるED21形はED212の除籍をもって全廃となった。